# نيتوكريس الأولى
نيتوكريس الأولي (توفيت 585 قبل الميلاد) كانت الوريثة ثم بعد ذلك المتعبدة الإلهية لآمون أو زوجة آمون لمدة تزيد عن سبعين عامًا، بين 655 و 585 قبل الميلاد. 

## سيرة شخصية
كانت نيتوكريس الأولي ابنة فرعون الأسرة السادسة والعشرين ، إبسماتيك الأول ، من زوجته الملكة محيتنوسخت. في وقت مبكر من عهده، في مارس 656 قبل الميلاد، أرسل إبسماتيك الأول أسطولًا بحريًا قويًا إلى طيبة وأجبر زوجة آمون شبنؤبت الثانية ابنة بعنخي ، على تبني نيتوكريس كوريثتها لهذا المنصب القوي. يتم الاحتفال بتبني ورفع نيتوكريس الأولي في لوحة التبني المعروفة. لا يُعرف في أي تاريخ تولت منصب المتعبدة الإلهية لآمون، لكنها استمرت فيه حتي السنة الرابعة من حكم الملك أبريس في عام 585 قبل الميلاد. قبل توليها المنصب غزا الآشوريون مصر عام 671 قبل الميلاد، ودمروا طيبة، وسرقوا معابدها وجردوها من كنوزها. تمت إعادة توحيد مصر من قبل والدها من خلال توليها المنصب.
عندما كانت في الثمانينيات من عمرها، تبنت ابنة أختها عنخنس نفر إب رع،  ابنة بسماتيك الثاني ، واستمر المنصب في خط عائلتها.
خلال فترتها، شهدت العديد من أعمال البناء حول الكرنك والأقصر وأبيدوس.  دفنت في أراضي مدينة هابو.  تم إعادة استخدام تابوتها في مقبرة بطلمية في دير المدينة واليوم، يوجد في متحف القاهرة .
| قبلها: شبنؤبت الثانية | زوجة آمون              | بعدها: عنخنس نفر إب رع |
| أماني ريديس الثانية   | المتعبدة الإلهية لآمون | بعدها: عنخنس نفر إب رع |

## روابط خارجية
- لوحة اعتماد نيتوكريس